# Laure Moulin
Laure Moulin née le 3 décembre 1892, à Saint-Andiol  (Bouches-du-Rhône) et morte le 31 décembre 1974 à Montpellier, est une résistante et enseignante française.
Elle est essentiellement connue pour avoir écrit la biographie de son frère Jean Moulin.

## Biographie
Laure Moulin née le 3 décembre 1892, à Saint-Andiol, dans les Bouches-du-Rhône est la fille d'Antoine-Émile Moulin, professeur d'histoire-géographie et homme politique français et de Blanche Pègue, originaire de Saint-Andiol. Ses parents y gardent la maison de famille, où ils se rendent régulièrement et où naissent leurs deux premiers enfants, Joseph en 1887 et Laure en 1892. Joseph meurt d'une péritonite à 19 ans, le 2 mars 1907. En 1899 naît son frère, le résistant Jean Moulin, 6 rue d'Alsace, à Béziers.
Laure Moulin fait ses études au collège de Béziers puis à la faculté des lettres de Montpellier. Elle obtient une licence de lettres, mention anglais, en 1916.

### Vie active

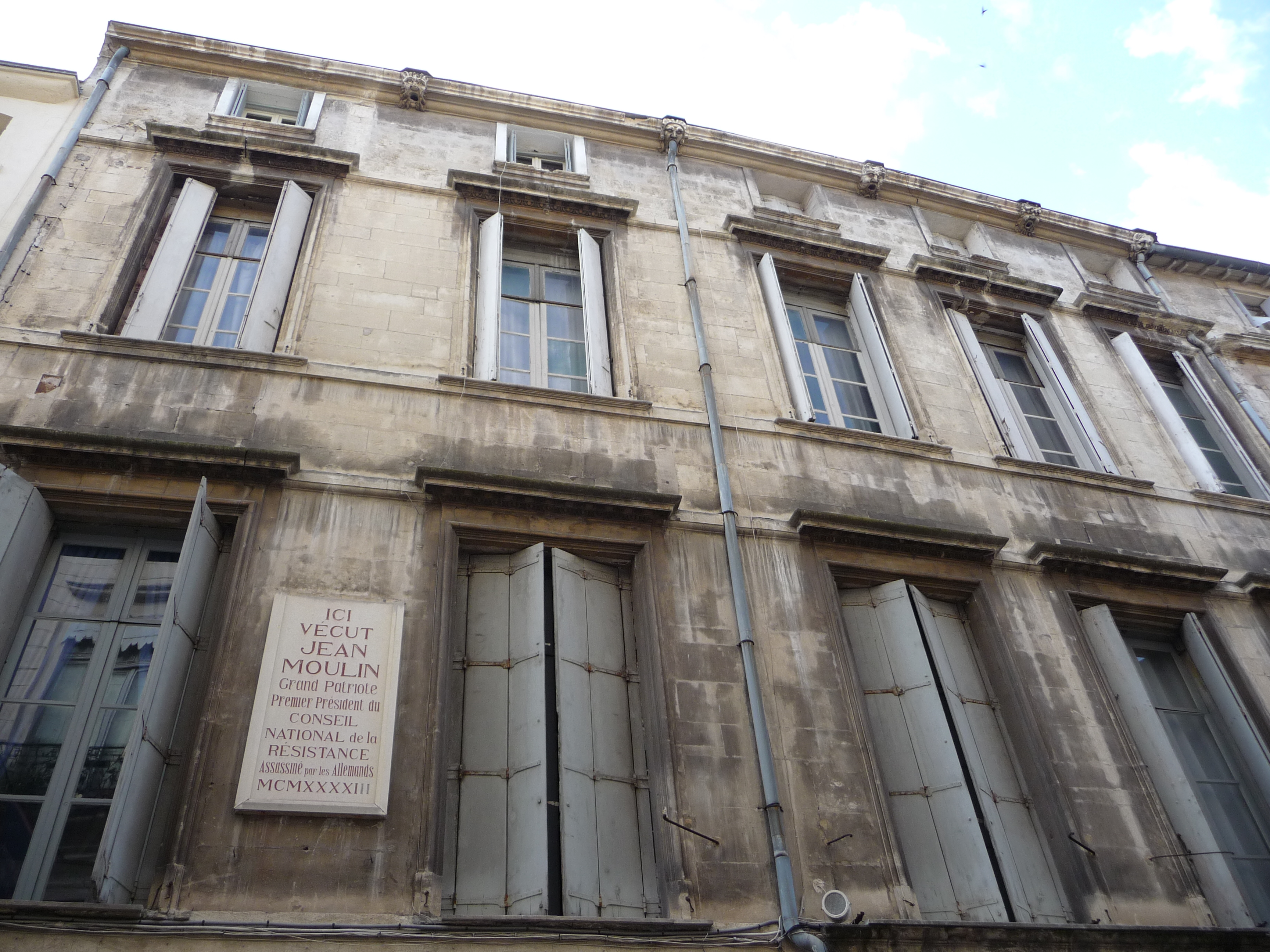
Maison où vécut Laure Moulin, Grand'rue à Montpellier avec plaque commémorative consacrée à Jean Moulin.

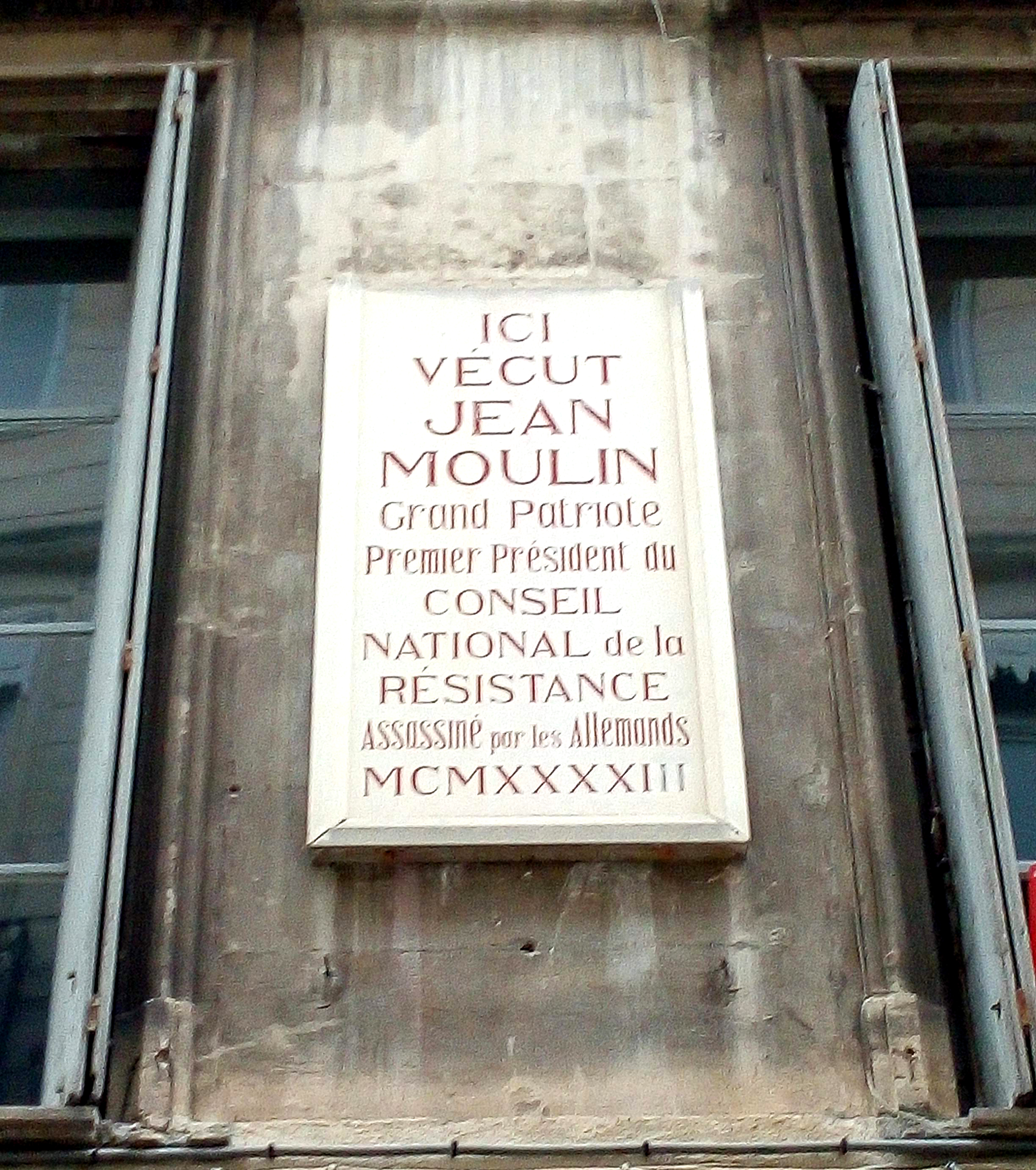
Zoom sur la plaque commémorative placée devant l'appartement de Laure Moulin en l'honneur de son frère Jean.

Laure Moulin est infirmière bénévole pendant la Première Guerre mondiale. En 1918, elle est nommée professeure à l'école primaire supérieure de Béziers, où elle exerce pendant dix-neuf ans. À la rentrée de 1937, Laure Moulin est nommée professeure d'anglais à Montpellier, au collège moderne et classique « Legouvé », devenu le collège Clémence-Royer. En janvier 1938, la famille déménage à Montpellier au 21 de la Grand-Rue (rebaptisée Grand-rue Jean Moulin), où elle vit seule avec sa mère après la mort de son père le 16 avril 1938.
L'appartement offre un avantage primordial qu'elle analyse dans le livre écrit sur son frère :

« l'appartement avait deux entrées par des escaliers différents et l'immeuble donnait sur deux rues. Nous ne pouvions soupçonner alors que ces dispositions seraient très propices à des visites clandestines »

En mai 1945, elle est élue au conseil municipal de la ville de Montpellier. Les élues municipales féminines sont encore rares en France à cette époque.
Laure Moulin prend sa retraite en novembre 1956. Elle meurt à Montpellier le 31 décembre 1974.

### Résistance

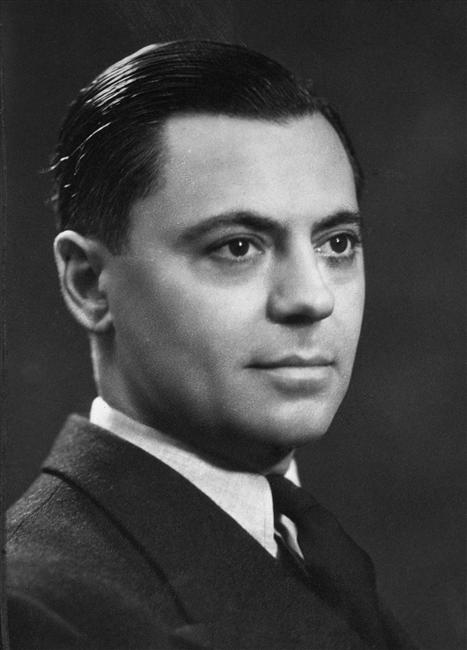
Jean Moulin en 1937, photo Harcourt.

Pendant la Seconde Guerre mondiale, Laure Moulin va servir de secrétaire à son frère lorsqu'il vient clandestinement à Montpellier. Elle l'aide jusque tard dans la nuit à déchiffrer des codes secrets. « Je rencontrais Rex, en moyenne deux ou trois fois par semaine et généralement le soir ou la nuit. Il me remettait alors plusieurs messages, en codé ou en clair, que je codais moi-même ».
Laure Moulin remplit plusieurs missions pour Jean Moulin, comme  le 15 janvier 1942, où elle part à la recherche d'Hervé Monjaret, radio, qui a sauté le 1er janvier 1942 mais qui s'est perdu. Elle le retrouve dans la famille Manhès, à Bargemon, dans le Var. Puis elle accomplit le travail d'un agent de liaison. Elle garde ou cache ses manuscrits ou papiers compromettants. Jean Moulin l'écarte parfois de situations trop dangereuses qui permettraient, par elle, de remonter jusqu'à lui.
Le 19 octobre 1943, un policier allemand apporte à Laure Moulin, avec plusieurs mois de retard, l'acte de décès de Jean. Elle cache sa mort à sa mère jusqu'en octobre 1946.

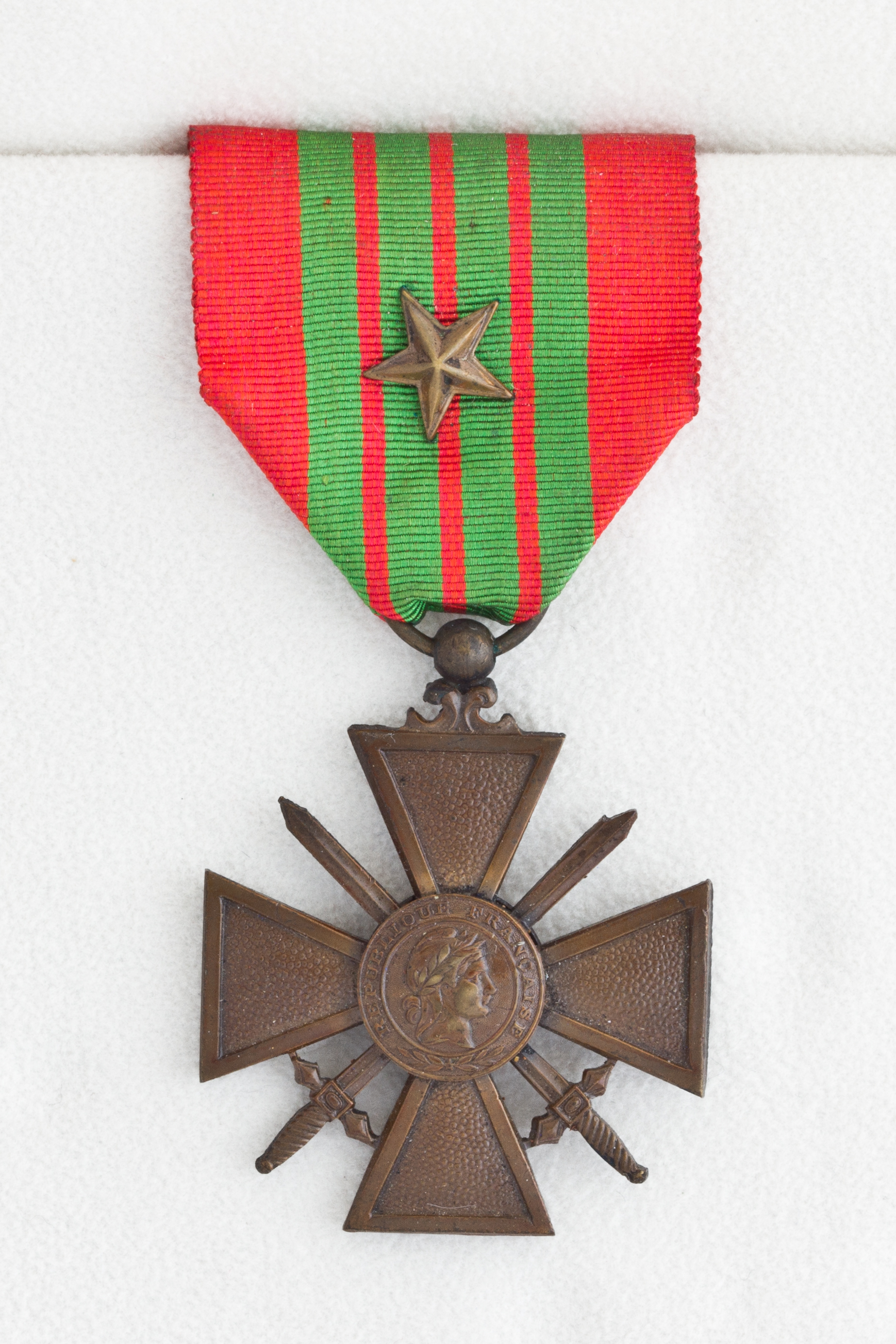
Croix de guerre 1939-1945.

Dès 1946, elle va se préoccuper d'honorer la mémoire de son frère dont elle était extrêmement proche. Elle va ainsi recenser les lieux d'inauguration de plaques commémoratives ou de monuments le concernant. En 1947, sa mère se casse le col du fémur et, affaiblie, succombe à une crise cardiaque. Laure Moulin suit de près les procès de 1947 et 1950 contre René Hardy, accusé d'avoir livré Jean Moulin et les résistants présents avec lui à Caluire.

## Distinctions honorifiques
- Médaille militaire (6 octobre 1946) ;
- Croix de guerre 1939–1945 (6 octobre 1946)[7] ;
- Chevalier du mérite social (3 août 1962).

## Publications
- Laure Moulin (préf. André Malraux), Jean Moulin, Paris, Presses de la Cité, coll. « Coup d'oeil », 1982, 390 p. (ISBN 978-2-25801-120-5, BNF 34779531, lire en ligne).